# Podocarpus affinis
Podocarpus affinis é uma espécie de conífera da família Podocarpaceae.
Apenas pode ser encontrada nas Fiji.